# Tuberos
Tuberos [tube'ros] (Polianthes tuberosa) är en växt i tuberossläktet. Örten kallas även natthyacint. Den blir 30–40 centimeter hög, ibland en meter, och står upprätt. Roten, som liknar en lök, är i själva verket dess jordstam. Bladen är långsmala, tunna, mjuka och nästan grästunna. Blomman är liten och vit och liknar en trumpet. En klase blommor kan bestå av 15 till 20 liljeformade blommor och de är vanligast vita men även gulvita och rosa. Den börjar dofta vid skymningen. Den växer vilt i Mexiko och odlas i Egypten, Frankrike, Indien, Malaysia, Taiwan, Kina och Marocko. Varje år plockas tio ton blommor till parfym. Doftämnet är isoeugenol.